# Ålsjön (naturreservat)
Ålsjön är ett naturreservat i Söderhamns kommun som omfattar området omkring sjön Ålsjön. Området är skyddat sedan 1978 och är totalt 157 hektar stort. 
Ålsjön är belägen i en flack dalgång någon kilometer söder om Söderhamn och är omgiven av odlingsmarker, sankängar och kärr. Den är en näringsrik sjö stadd under stark igenväxning, men under slutet av 1900-talet genomfördes restaureringsåtgärder för att bevara sjöns öppna yta. I samband med ett vägbygge höjdes sjöns yta med 70 centimeter. Ålsjön är en betydande fågelsjö. Omkring 60 olika fågelarter häckar regelbundet här. Bland dessa märks brun kärrhök, tornfalk, svarthakedopping, brunand, vattenrall, småfläckig sumphöna, skedand, skrattmås, skäggmes, jorduggla och hökuggla. Fiskgjusen jagar ofta över de öppna vattenytorna. Vår och höst är Ålsjön en viktig rastplats för vadare och änder, däribland salskrake.